# Золотой глобус (премия, 1993)
50-я церемония вручения наград премии «Золотой глобус»

24 января 1993 года
Лучший фильм (драма): 

«Запах женщины»
Лучший фильм (комедия или мюзикл): 

«Игрок»
Лучший драматический сериал: 

«Северная сторона»
Лучший сериал (комедия или мюзикл): 

«Розанна»
Лучший мини-сериал или фильм на ТВ: 

«Синатра»
< 49-я Церемонии вручения 51-я >
50-я церемония вручения наград премии «Золотой глобус» за заслуги в области кинематографа и телевидения за 1992 год состоялась 24 января 1993 года в Beverly Hilton Hotel (Лос-Анджелес, Калифорния, США). Номинанты были объявлены 29 декабря 1992.
Лучшим драматическим фильмом была признана картина «Запах женщины», режиссёра Мартина Бреста, также получившая награды за лучшую мужскую роль в драме (Аль Пачино) и за лучший сценарий (Бо Голдман). Лучшим фильмом в категории «комедия или мюзикл» стала лента Роберта Олтмена — «Игрок», взявшая также приз за лучшую мужскую роль в комедии (Тим Роббинс). Актриса Джоан Плаурайт была удостоена сразу двух наград за исполнение ролей второго плана: миссис Фишер — в кинофильме «Колдовской апрель» и Ольги Аллилуевой — в телефильме «Сталин».

## Список лауреатов и номинантов
Количество наград/номинаций:
- 1/2/5: «Аладдин»
- 0/5: «Несколько хороших парней»
- 3/4: «Запах женщины»
- 2/4: «Непрощённый» / «Игрок»
- 1/4: «Говардс-Энд»
- 2/3: «Колдовской апрель»
- 0/3: «Чаплин»
- 0/2: «Медовый месяц в Лас-Вегасе» / «Действуй, сестра» / «Рыба страсти» / «Основной инстинкт» / «Мистер субботний вечер» / «Второе дыхание» / «Их собственная лига»
- 1/1: «Индокитай»

 • Победители выделены отдельным цветом. 

### Игровое кино
| Категории                                | Лауреаты и номинанты                                                                              | Лауреаты и номинанты                                                   | Лауреаты и номинанты                                                   |
| ---------------------------------------- | ------------------------------------------------------------------------------------------------- | ---------------------------------------------------------------------- | ---------------------------------------------------------------------- |
| Лучший фильм (драма)                     | • Запах женщины / Scent of a Woman (Мартин Брест)                                                 | • Запах женщины / Scent of a Woman (Мартин Брест)                      | • Запах женщины / Scent of a Woman (Мартин Брест)                      |
| Лучший фильм (драма)                     | • Жестокая игра / The Crying Game (Стефен Вулли)                                                  |                                                                        |                                                                        |
| Лучший фильм (драма)                     | • Несколько хороших парней / A Few Good Men (Дэвид Браун)                                         |                                                                        |                                                                        |
| Лучший фильм (драма)                     | • Говардс-Энд / Howards End (Исмаил Мерчант)                                                      |                                                                        |                                                                        |
| Лучший фильм (драма)                     | • Непрощённый / Unforgiven (Клинт Иствуд)                                                         |                                                                        |                                                                        |
| Лучший фильм (комедия или мюзикл)        | • Игрок / The Player                                                                              | • Игрок / The Player                                                   | • Игрок / The Player                                                   |
| Лучший фильм (комедия или мюзикл)        | • Аладдин (м/ф) / Aladdin                                                                         |                                                                        |                                                                        |
| Лучший фильм (комедия или мюзикл)        | • Медовый месяц в Лас-Вегасе / Honeymoon in Vegas                                                 |                                                                        |                                                                        |
| Лучший фильм (комедия или мюзикл)        | • Действуй, сестра / Sister Act                                                                   |                                                                        |                                                                        |
| Лучший фильм (комедия или мюзикл)        | • Колдовской апрель / Enchanted April                                                             |                                                                        |                                                                        |
| Лучший режиссёр                          |                                                                                                   | • Клинт Иствуд за фильм «Непрощённый»                                  | • Клинт Иствуд за фильм «Непрощённый»                                  |
| Лучший режиссёр                          | • Роберт Олтмен — «Игрок»                                                                         |                                                                        |                                                                        |
| Лучший режиссёр                          | • Джеймс Айвори — «Говардс-Энд»                                                                   |                                                                        |                                                                        |
| Лучший режиссёр                          | • Роберт Редфорд — «Там, где течёт река»                                                          |                                                                        |                                                                        |
| Лучший режиссёр                          | • Роб Райнер — «Несколько хороших парней»                                                         |                                                                        |                                                                        |
| Лучшая мужская роль (драма)              |                                                                                                   | • Аль Пачино — «Запах женщины» (за роль подполковника Фрэнка Слэйда)   | • Аль Пачино — «Запах женщины» (за роль подполковника Фрэнка Слэйда)   |
| Лучшая мужская роль (драма)              | • Том Круз — «Несколько хороших парней» (за роль лейтенанта Дэниела Кэффи)                        |                                                                        |                                                                        |
| Лучшая мужская роль (драма)              | • Роберт Дауни мл. — «Чаплин» (за роль Чарльза Чаплина)                                           |                                                                        |                                                                        |
| Лучшая мужская роль (драма)              | • Джек Николсон — «Хоффа» (за роль Джеймса Р. «Джимми» Хоффы)                                     |                                                                        |                                                                        |
| Лучшая мужская роль (драма)              | • Дензел Вашингтон — «Малкольм Икс» (за роль Малкольма Икс)                                       |                                                                        |                                                                        |
| Лучшая женская роль (драма)              |                                                                                                   | • Эмма Томпсон — «Говардс-Энд» (за роль Маргарет Шлегель)              | • Эмма Томпсон — «Говардс-Энд» (за роль Маргарет Шлегель)              |
| Лучшая женская роль (драма)              | • Мэри Макдоннелл — «Рыба страсти» (за роль Мэй-Элис Калхейн)                                     |                                                                        |                                                                        |
| Лучшая женская роль (драма)              | • Мишель Пфайффер — «Поле любви» (за роль Лурин Хэллетт)                                          |                                                                        |                                                                        |
| Лучшая женская роль (драма)              | • Сьюзан Сарандон — «Масло Лоренцо» (за роль Микаэлы Одоне)                                       |                                                                        |                                                                        |
| Лучшая женская роль (драма)              | • Шэрон Стоун — «Основной инстинкт» (за роль Кэтрин Трамелл)                                      |                                                                        |                                                                        |
| Лучшая мужская роль (комедия или мюзикл) |                                                                                                   | • Тим Роббинс — «Игрок» (за роль Гриффина Милла)                       | • Тим Роббинс — «Игрок» (за роль Гриффина Милла)                       |
| Лучшая мужская роль (комедия или мюзикл) | • Николас Кейдж — «Медовый месяц в Лас-Вегасе» (за роль Джека Сингера)                            |                                                                        |                                                                        |
| Лучшая мужская роль (комедия или мюзикл) | • Билли Кристал — «Мистер субботний вечер» (за роль Бадди Янга мл.)                               |                                                                        |                                                                        |
| Лучшая мужская роль (комедия или мюзикл) | • Марчелло Мастроянни — «Второе дыхание» (за роль Джо Меледандри)                                 |                                                                        |                                                                        |
| Лучшая мужская роль (комедия или мюзикл) | • Тим Роббинс — «Боб Робертс» (за роль Роберта «Боба» Робертса мл.)                               |                                                                        |                                                                        |
| Лучшая женская роль (комедия или мюзикл) |                                                                                                   | • Миранда Ричардсон — «Колдовской апрель» (за роль Роуз Арбутнот)      | • Миранда Ричардсон — «Колдовской апрель» (за роль Роуз Арбутнот)      |
| Лучшая женская роль (комедия или мюзикл) | • Джина Дэвис — «Их собственная лига» (за роль Дотти Хинсон)                                      |                                                                        |                                                                        |
| Лучшая женская роль (комедия или мюзикл) | • Вупи Голдберг — «Действуй, сестра» (за роль Делорис Ван Картье / сестры Мэри Кларенс)           |                                                                        |                                                                        |
| Лучшая женская роль (комедия или мюзикл) | • Ширли Маклейн — «Второе дыхание» (за роль Перл Берман)                                          |                                                                        |                                                                        |
| Лучшая женская роль (комедия или мюзикл) | • Мерил Стрип — «Смерть ей к лицу» (за роль Мэдлин Эштон)                                         |                                                                        |                                                                        |
| Лучший актёр второго плана               |                                                                                                   | • Джин Хэкмен — «Непрощённый» (за роль «Маленького Билла» Даггетта)    | • Джин Хэкмен — «Непрощённый» (за роль «Маленького Билла» Даггетта)    |
| Лучший актёр второго плана               | • Джек Николсон — «Несколько хороших парней» (за роль полковника Нейтана Р. Джессапа)             |                                                                        |                                                                        |
| Лучший актёр второго плана               | • Крис О’Доннелл — «Запах женщины» (за роль Чарли Симмза)                                         |                                                                        |                                                                        |
| Лучший актёр второго плана               | • Аль Пачино — «Американцы» (за роль Рикки Ромы)                                                  |                                                                        |                                                                        |
| Лучший актёр второго плана               | • Дэвид Пеймер — «Мистер субботний вечер» (за роль Стэна)                                         |                                                                        |                                                                        |
| Лучшая актриса второго плана             |                                                                                                   | • Джоан Плаурайт — «Колдовской апрель» (за роль миссис Фишер)          | • Джоан Плаурайт — «Колдовской апрель» (за роль миссис Фишер)          |
| Лучшая актриса второго плана             | • Джеральдина Чаплин — «Чаплин» (за роль Ханны Чаплин)                                            |                                                                        |                                                                        |
| Лучшая актриса второго плана             | • Джуди Дэвис — «Мужья и жёны» (за роль Салли)                                                    |                                                                        |                                                                        |
| Лучшая актриса второго плана             | • Миранда Ричардсон — «Ущерб» (за роль Ингрид Флеминг)                                            |                                                                        |                                                                        |
| Лучшая актриса второго плана             | • Элфри Вудард — «Рыба страсти» (за роль Шантель)                                                 |                                                                        |                                                                        |
| Лучший сценарий                          |                                                                                                   | • Бо Голдман — «Запах женщины»                                         | • Бо Голдман — «Запах женщины»                                         |
| Лучший сценарий                          | • Рут Правер Джабвала — «Говардс-Энд»                                                             |                                                                        |                                                                        |
| Лучший сценарий                          | • Дэвид Вебб Пиплз — «Непрощённый»                                                                |                                                                        |                                                                        |
| Лучший сценарий                          | • Аарон Соркин — «Несколько хороших парней»                                                       |                                                                        |                                                                        |
| Лучший сценарий                          | • Майкл Толкин — «Игрок»                                                                          |                                                                        |                                                                        |
| Лучшая музыка к фильму                   |                                                                                                   | • Алан Менкен — «Аладдин»                                              | • Алан Менкен — «Аладдин»                                              |
| Лучшая музыка к фильму                   | • Джон Барри — «Чаплин»                                                                           |                                                                        |                                                                        |
| Лучшая музыка к фильму                   | • Рэнди Эдельман, Тревор Джонс — «Последний из могикан»                                           |                                                                        |                                                                        |
| Лучшая музыка к фильму                   | • Джерри Голдсмит — «Основной инстинкт»                                                           |                                                                        |                                                                        |
| Лучшая музыка к фильму                   | • Вангелис — «1492: Завоевание рая»                                                               |                                                                        |                                                                        |
| Лучшая песня                             | • A Whole New World — «Аладдин» — музыка: Алан Менкен, слова: Тим Райс                            | • A Whole New World — «Аладдин» — музыка: Алан Менкен, слова: Тим Райс | • A Whole New World — «Аладдин» — музыка: Алан Менкен, слова: Тим Райс |
| Лучшая песня                             | • Beautiful Maria of My Soul — «Короли мамбо» — музыка: Роберт Крафт, слова: Арн Глимчер          |                                                                        |                                                                        |
| Лучшая песня                             | • Friend Like Me — «Аладдин» — музыка: Алан Менкен, слова: Ховард Эшман (посмертно)               |                                                                        |                                                                        |
| Лучшая песня                             | • Prince Ali — «Аладдин» — музыка: Алан Менкен, слова: Ховард Эшман (посмертно)                   |                                                                        |                                                                        |
| Лучшая песня                             | • This Used to Be My Playground — «Их собственная лига» — музыка и слова: Мадонна и Шеп Петтибоун |                                                                        |                                                                        |
| Лучший фильм на иностранном языке        | • Индокитай / Indochine (Франция)                                                                 | • Индокитай / Indochine (Франция)                                      | • Индокитай / Indochine (Франция)                                      |
| Лучший фильм на иностранном языке        | • Все утра мира / Tous les matins du monde (Франция)                                              |                                                                        |                                                                        |
| Лучший фильм на иностранном языке        | • Урга — территория любви (Россия)                                                                |                                                                        |                                                                        |
| Лучший фильм на иностранном языке        | • Как вода для шоколада / Como agua para chocolate (Мексика)                                      |                                                                        |                                                                        |
| Лучший фильм на иностранном языке        | • Штонк! / Schtonk! (Германия)                                                                    |                                                                        |                                                                        |

### Телевизионные награды
| Категории                                                               | Лауреаты и номинанты                                                              | Лауреаты и номинанты                                     |
| ----------------------------------------------------------------------- | --------------------------------------------------------------------------------- | -------------------------------------------------------- |
| Лучший телевизионный сериал (драма)                                     | • Северная сторона / Northern Exposure                                            | • Северная сторона / Northern Exposure                   |
| Лучший телевизионный сериал (драма)                                     | • Беверли-Хиллз, 90210 / Beverly Hills, 90210                                     |                                                          |
| Лучший телевизионный сериал (драма)                                     | • В тылу / Homefront                                                              |                                                          |
| Лучший телевизионный сериал (драма)                                     | • Я улечу / I’ll Fly Away                                                         |                                                          |
| Лучший телевизионный сериал (драма)                                     | • Сёстры / Sisters                                                                |                                                          |
| Лучший телевизионный сериал (комедия или мюзикл)                        | • Розанна / Roseanne                                                              | • Розанна / Roseanne                                     |
| Лучший телевизионный сериал (комедия или мюзикл)                        | • Бруклинский мост / Brooklyn Bridge                                              |                                                          |
| Лучший телевизионный сериал (комедия или мюзикл)                        | • Весёлая компания / Cheers                                                       |                                                          |
| Лучший телевизионный сериал (комедия или мюзикл)                        | • Вечерняя тень / Evening Shade                                                   |                                                          |
| Лучший телевизионный сериал (комедия или мюзикл)                        | • Мерфи Браун / Murphy Brown                                                      |                                                          |
| Лучший мини-сериал или телефильм                                        | • Синатра / Sinatra                                                               | • Синатра / Sinatra                                      |
| Лучший мини-сериал или телефильм                                        | • Гражданин Кон / Citizen Cohn                                                    |                                                          |
| Лучший мини-сериал или телефильм                                        | • Драгоценности / Jewels                                                          |                                                          |
| Лучший мини-сериал или телефильм                                        | • Мисс Роуз Уайт / Miss Rose White                                                |                                                          |
| Лучший мини-сериал или телефильм                                        | • Сталин / Stalin                                                                 |                                                          |
| Лучший актёр в драматическом телесериале                                |                                                                                   | • Сэм Уотерстон — «Я улечу» (за роль Форреста Бедфорда)  |
| Лучший актёр в драматическом телесериале                                | • Скотт Бакула — «Квантовый скачок» (за роль доктора Сэма Бекетта)                |                                                          |
| Лучший актёр в драматическом телесериале                                | • Марк Хэрмон — «Обоснованные сомнения» (англ.) (за роль детектива Дики Кобба)    |                                                          |
| Лучший актёр в драматическом телесериале                                | • Роб Морроу — «Северная сторона» (за роль доктора Джоэля Флейшмана)              |                                                          |
| Лучший актёр в драматическом телесериале                                | • Джейсон Пристли — «Беверли-Хиллз, 90210» (за роль Брендона Уолша)               |                                                          |
| Лучшая актриса в в драматическом телесериале                            |                                                                                   | • Реджина Тейлор — «Я улечу» (за роль Лилли Харпер)      |
| Лучшая актриса в в драматическом телесериале                            | • Мэриел Хемингуэй — «Гражданские войны» (англ.) (за роль Сидни Гилфорд)          |                                                          |
| Лучшая актриса в в драматическом телесериале                            | • Анджела Лэнсбери — «Она написала убийство» (за роль Джессики Флетчер)           |                                                          |
| Лучшая актриса в в драматическом телесериале                            | • Марли Мэтлин — «Обоснованные сомнения» (за роль Тэсс Кауфман)                   |                                                          |
| Лучшая актриса в в драматическом телесериале                            | • Джанин Тёрнер — «Северная сторона» (за роль Мэгги О’Коннелл)                    |                                                          |
| Лучшая мужская роль в телесериале (комедия или мюзикл)                  |                                                                                   | • Джон Гудмен — «Розанна» (за роль Дэна Коннера)         |
| Лучшая мужская роль в телесериале (комедия или мюзикл)                  | • Тим Аллен — «Большой ремонт» (за роль Тима Тейлора)                             |                                                          |
| Лучшая мужская роль в телесериале (комедия или мюзикл)                  | • Тед Дэнсон — «Весёлая компания» (за роль Сэма Мэлоуна)                          |                                                          |
| Лучшая мужская роль в телесериале (комедия или мюзикл)                  | • Крэйг Т. Нельсон — «Тренер» (за роль тренера Хайдена Фокса)                     |                                                          |
| Лучшая мужская роль в телесериале (комедия или мюзикл)                  | • Эд О’Нилл — «Женаты… с детьми» (за роль Эла Банди)                              |                                                          |
| Лучшая мужская роль в телесериале (комедия или мюзикл)                  | • Бёрт Рейнольдс — «Вечерняя тень» (за роль Вуда Ньютона)                         |                                                          |
| Лучшая мужская роль в телесериале (комедия или мюзикл)                  | • Уилл Смит — «Принц из Беверли-Хиллз» (за роль Уильяма «Уилла» Смита)            |                                                          |
| Лучшая женская роль в телесериале (комедия или мюзикл)                  |                                                                                   | • Розанна Барр — «Розанна» (за роль Розанны Коннер)      |
| Лучшая женская роль в телесериале (комедия или мюзикл)                  | • Кёрсти Элли — «Весёлая компания» (за роль Ребекки Хоув)                         |                                                          |
| Лучшая женская роль в телесериале (комедия или мюзикл)                  | • Кэндис Берген — «Мерфи Браун» (за роль Мерфи Браун)                             |                                                          |
| Лучшая женская роль в телесериале (комедия или мюзикл)                  | • Хелен Хант — «Без ума от тебя» (за роль Джейми Стемпл Бучман)                   |                                                          |
| Лучшая женская роль в телесериале (комедия или мюзикл)                  | • Кэти Сагал — «Женаты… с детьми» (за роль Пегги Банди)                           |                                                          |
| Лучший актёр в мини-сериале или телефильме                              |                                                                                   | • Роберт Дюваль — «Сталин» (за роль Иосифа Сталина)      |
| Лучший актёр в мини-сериале или телефильме                              | • Энтони Эндрюс — «Драгоценности» (за роль Уильяма Уитфилда)                      |                                                          |
| Лучший актёр в мини-сериале или телефильме                              | • Филип Каснофф — «Синатра» (за роль Фрэнка Синатры)                              |                                                          |
| Лучший актёр в мини-сериале или телефильме                              | • Джон Войт — «Последний из племени» (англ.) (за роль профессора Алфреда Крёбера) |                                                          |
| Лучший актёр в мини-сериале или телефильме                              | • Джеймс Вудс — «Гражданин Кон» (за роль Роя Маркуса Кона)                        |                                                          |
| Лучшая актриса в мини-сериале или телефильме                            |                                                                                   | • Лора Дерн — «Форсаж» (за роль Джанет Хардювель)        |
| Лучшая актриса в мини-сериале или телефильме                            | • Дрю Бэрримор — «Без ума от оружия» (за роль Анита Минтир)                       |                                                          |
| Лучшая актриса в мини-сериале или телефильме                            | • Кэтрин Хепбёрн — «Мужчина этажом выше» (за роль Виктории Браун)                 |                                                          |
| Лучшая актриса в мини-сериале или телефильме                            | • Джессика Лэнг — «О, пионеры!» (англ.) (за роль Александры Бергсон)              |                                                          |
| Лучшая актриса в мини-сериале или телефильме                            | • Кира Седжвик — «Мисс Роуз Уайт» (за роль Рейзель Вайс / Роуз Уайт)              |                                                          |
| Лучший актёр второго плана в телесериале, мини-сериале или телефильме   |                                                                                   | • Максимилиан Шелл — «Сталин» (за роль Владимира Ленина) |
| Лучший актёр второго плана в телесериале, мини-сериале или телефильме   | • Джейсон Александер — «Сайнфелд» (за роль Джорджа Костанзы)                      |                                                          |
| Лучший актёр второго плана в телесериале, мини-сериале или телефильме   | • Джон Корбетт — «Северная сторона» (за роль Криса Стивенса)                      |                                                          |
| Лучший актёр второго плана в телесериале, мини-сериале или телефильме   | • Хьюм Кронин — «Прогулка по Бродвею» (за роль Бена)                              |                                                          |
| Лучший актёр второго плана в телесериале, мини-сериале или телефильме   | • Эрл Холлиман — «Дельта» (англ.) (за роль Дардена Тау)                           |                                                          |
| Лучший актёр второго плана в телесериале, мини-сериале или телефильме   | • Дин Стоквелл — «Квантовый скачок» (за роль адмирала Альберта Калавичи)          |                                                          |
| Лучшая актриса второго плана в телесериале, мини-сериале или телефильме |                                                                                   | • Джоан Плаурайт — «Сталин» (за роль Ольги Аллилуевой)   |
| Лучшая актриса второго плана в телесериале, мини-сериале или телефильме | • Олимпия Дукакис — «Синатра» (за роль Долли Синатры)                             |                                                          |
| Лучшая актриса второго плана в телесериале, мини-сериале или телефильме | • Лори Меткалф — «Розанна» (за роль Джеки Харрис)                                 |                                                          |
| Лучшая актриса второго плана в телесериале, мини-сериале или телефильме | • Парк Оверолл — «Пустое гнездо» (за роль Лаверн Тодд)                            |                                                          |
| Лучшая актриса второго плана в телесериале, мини-сериале или телефильме | • Аманда Пламмер — «Мисс Роуз Уайт» (за роль Люсии Вайс)                          |                                                          |
| Лучшая актриса второго плана в телесериале, мини-сериале или телефильме | • Джина Роулендс — «Без ума от любви» (за роль Хоноры Свифт)                      |                                                          |

### Специальные награды
| Награда                                                     | Лауреаты      | Лауреаты                                                                         |
| ----------------------------------------------------------- | ------------- | -------------------------------------------------------------------------------- |
| Премия Сесиля Б. Де Милля (Награда за вклад в кинематограф) |               | • Лорен Бэколл                                                                   |
| Специальная награда (Special Achievement Award)             | Робин Уильямс | • Робин Уильямс — за вокал Джинни в м/ф «Аладдин»                                |
| Мисс Золотой глобус 1993 (Символическая награда)            |               | • Эрин Хэмилтон (англ.) — (дочь продюсера Джо Хэмилтона и актрисы Кэрол Бёрнетт) |